# Miguel de Iturain
Miguel de Iturain (Pasajes 1520 ?) fue un marino y corsario español que operó en aguas de Terranova.
Su objetivo principal obviamente fue enriquecerse y además destruir el comercio y pesca de bacalao de los franceses en Terranova.
Fue la época dorada del corso, solo en Guipúzcoa existían unas 300 embarcaciones armadas al corso cuyas víctimas eran mayormente embarcaciones francesas.

## Biografía
Nació en Pasajes, provincia de Guipúzcoa al norte de España.
.No tuvo ninguna formación académica, ya que no sabía leer ni escribir.
Pronto se introdujo en el mundo marino como casi todos los habitantes de Pasajes.

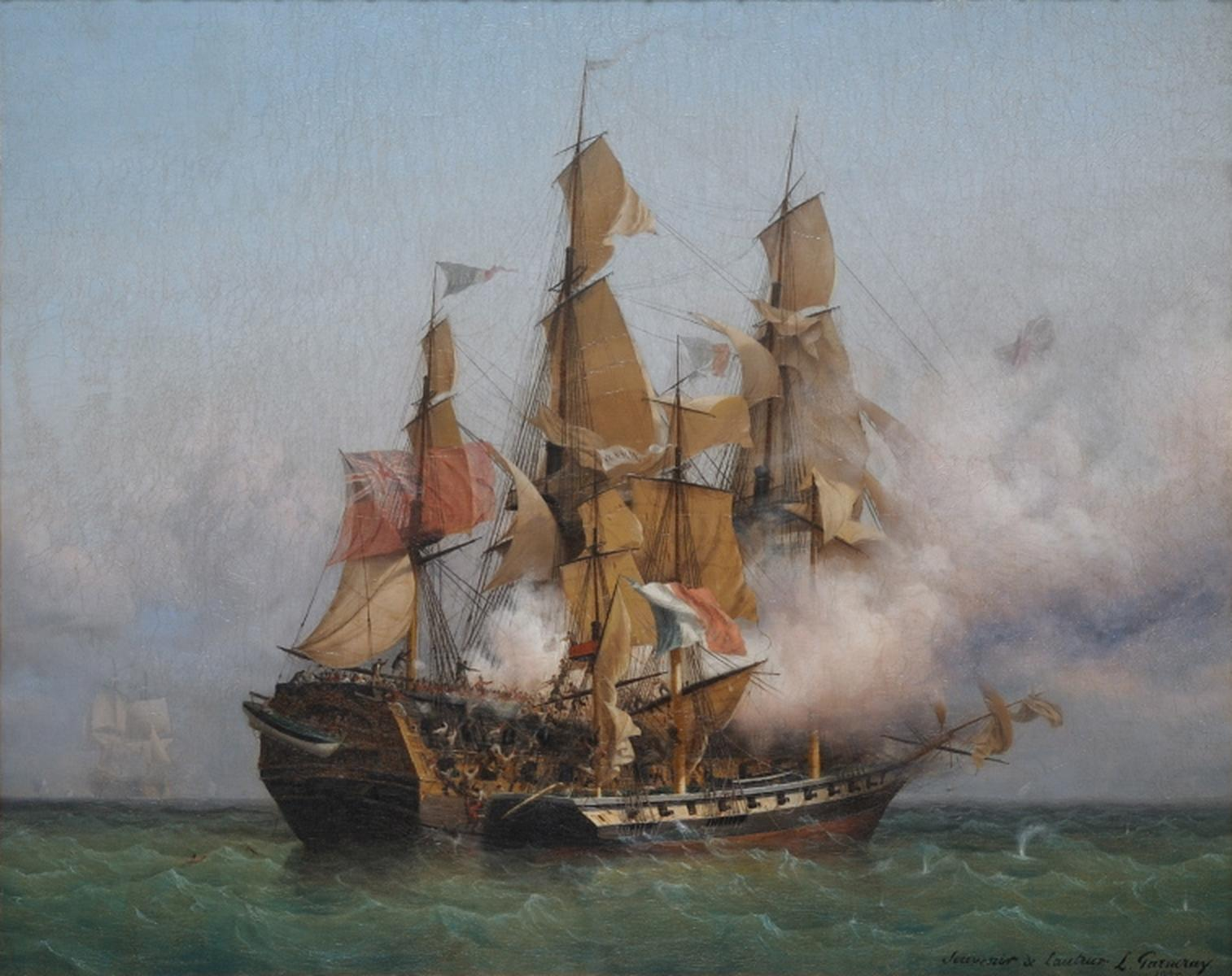
Corsarios

Está documentado que en 1551 ya era capitán de una embarcación de 200 toneladas con la que, junto con Domingo de Albistur, apresó un barco francés que venía de la pesca de ballena y tras duro combate lo apresó y llevó a Pasajes.
Volvió a hacerse a la mar y en la noche de Pascua se encontró con la nave corsaria francesa La Grande Galera a la que apresó.
En 1555 zarpó hacia Terranova acompañado por los capitanes Juan de Erauso y Juan de Lizarra. Se encontraron con doce naves francesas que disponían de mucha artillería y 600 marinos en la tripulación. Miguel y sus compañeros  ganaron la batalla y obtuvieron 5000 ducados de botín
Los tres navíos separaron sus rutas y Miguel se dirigió a Terranova donde capturó otros ocho navíos tras lo cual volvió a Pasajes con el botín.
Miguel fallecería con toda probabilidad en Pasajes demostrando que la experiencia sobre las cubiertas de los buques y las tácticas guerreras podían suplir en ocasiones a escuelas y academias marinas.
Un hijo suyo, Miguel de Iturain (1555 ? - 1597), fue un destacado marino y militar español  al servicio de Felipe II. Falleció en un naufragio.